# Меттью Спенсер
Меттью Спенсер (англ. Matthew Spencer; нар. 24 березня 1997, м. Гвелф, Канада) — канадський хокеїст, захисник. Виступає за «Пітерборо Пітс» у Хокейній лізі Онтаріо (ОХЛ). 
Виступав за «Пітерборо Пітс» (ОХЛ). 
У складі юніорської збірної Канади учасник чемпіонату світу 2015.
Досягнення
- Бронзовий призер юніорського чемпіонату світу (2015)